# Степное (Каменско-Днепровский район)
Степно́е либо Степово́е (укр. Степове, до 2016 г. — Петро́вское) — село,
Заповитненский сельский совет,
Каменско-Днепровский район,
Запорожская область,
Украина.
Код КОАТУУ — 2322485502. Население по переписи 2001 года составляло 33 человека.

## Географическое положение
Село Степовое находится на левом берегу реки Большая Белозёрка,
выше по течению на расстоянии в 2,5 км и на противоположном берегу расположено село Новопетровка (Великобелозёрский район).

## История
- 1963 год — дата основания села Петровское, названного именем украинского советского деятеля Григория Петровского.
- 2016 год — село было «декоммунизировано»[7] и переименовано в Степное.[1][2][3][4][5] (укр. Степовое).